# Esben and the Witch
Esben and the Witch est un groupe britannique de rock, originaire de Brighton, à Londres. Il est composé de Rachel Davies (chant, basse), Thomas Fisher (guitare), et Daniel Copeman (batterie, électronique - anciennement guitare),,. Leur nom vient du conte de fées danois Esben et la sorcière (anglais : Esben and the Witch),.
Après un EP auto-produit en 2009 et un single limité de sept pouces Lucia, at the Precipice en février 2010, le groupe signe avec Matador Records. Le premier single du groupe pour le label, Marching Song, sort en octobre 2010, suivi de leur premier album Violet Cries en janvier 2011. Le deuxième album du groupe, Wash the Sins Not Only the Face, sort en janvier 2013. En juin 2014, le groupe annonce son troisième album A New Nature, le premier à sortir sur son propre label Nostromo Records. Le groupe signe sur le label indépendant français de metal Season of Mist en juillet 2016.

## Histoire

### Débuts (2008–2011)

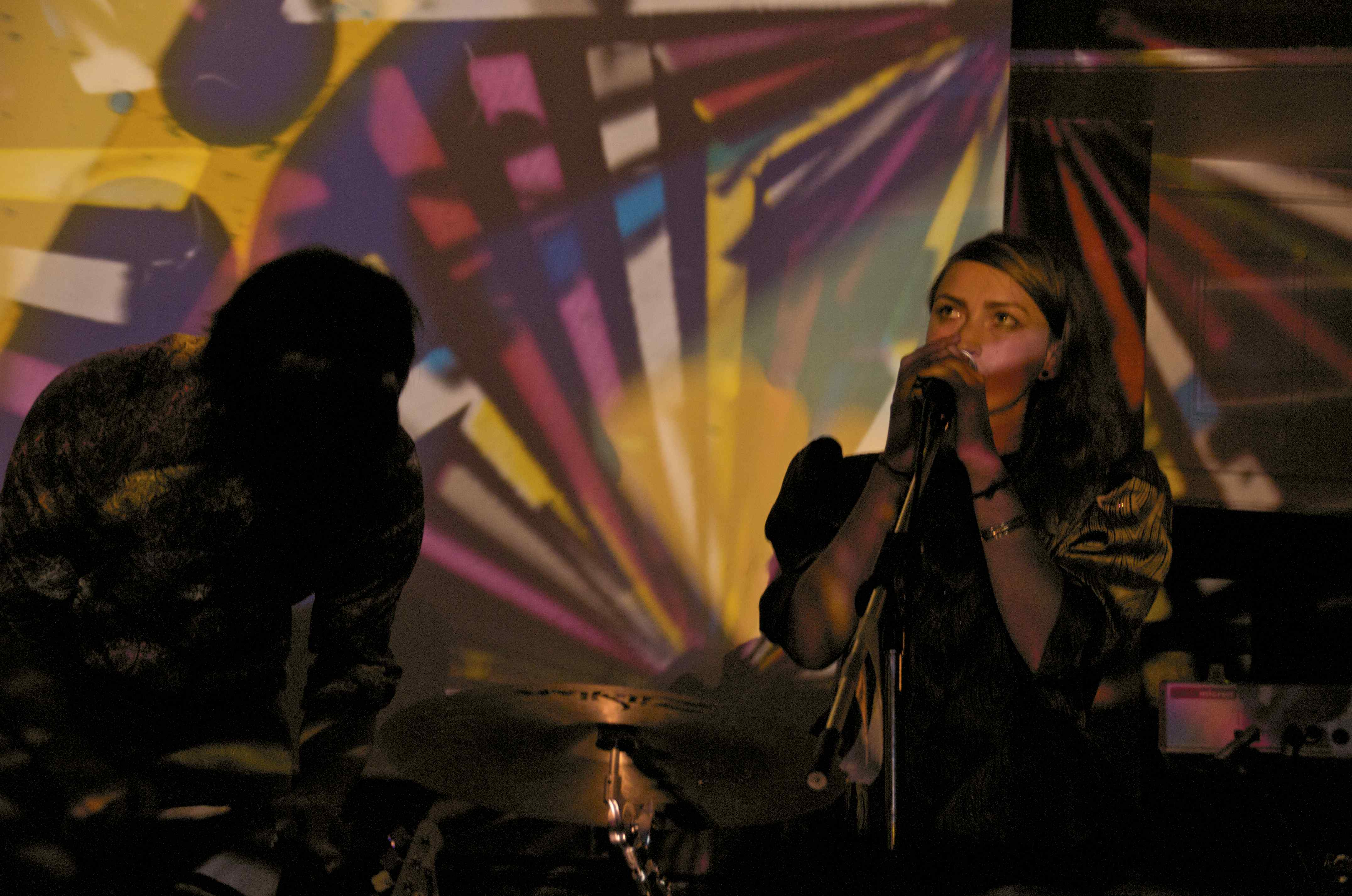
Rachel Davies et Daniel Copeman en concert au Psychedelic Double Bubble, Brighton 2009.

Esben and the Witch est formé en 2008 lorsque Daniel Copeman déménage de Southampton à Brighton et rencontre Thomas Fisher. Ils commencent à faire de la musique, puis décident qu'ils voulaient un chanteur et organisent des auditions qui ne seront pas fructueuses. Thomas Fisher tombe sur sa vieille amie Rachel Davies, qui venait d'être diplômée de l'université de Brighton, et lui demande si elle aimerait rejoindre le groupe, ce qu'elle accepte. En 2009, le groupe enregistre son premier EP, 33, et le sort la même année, l'EP attire l'attention sur le groupe et en 2010 ils contribuent avec leur chanson Skeleton Swoon sur le volume 3 du label Dance to the Radio 4 x 12". Peu après, ils sortent leur premier single officiel Lucia, at the Precipice en février sur un vinyle de sept pouces en édition limitée sur le Too Pure singles club, une vidéo d'accompagnement est également sortie.
En 2010, le groupe signe chez Matador Records et commence à travailler sur son premier album, Violet Cries en mars 2010. Ils sortent leur deuxième single Marching Song en octobre, qui se classe à la 50e place du Billboard Hot Singles Sales. Le 31 janvier, ils sortent Violet Cries, peu de temps après avoir été sélectionnés pour le sondage BBC's Sound of 2011. L'album est acclamé par la critique et se classe à la 13e place du UK Indie Chart, Allmusic lui attribue trois étoiles et demie sur cinq, le qualifiant de « premier album prometteur et souvent captivant » et le NME le qualifie de « gothique mais pas gothique » en lui attribuant 8/10. Après la sortie de l'album, ils sortent deux autres singles, Warpath et Chorea. En novembre 2011, ils sortent l'EP Hexagons en téléchargement numérique.

### Wash the Sins Not Only the Face(2012–2013)
En 2012, le groupe commence à travailler sur l'écriture de nouveaux morceaux pour l'album, contrairement à leur premier album, Violet Cries (2011), les paroles sont écrites uniquement par Davies. L'écriture de l'album s'est faite alors qu'ils étaient isolés dans un cottage dans le Sussex de l'Est. Les chansons sont d'abord enregistrées en direct en studio, Davies déclare qu'ils voulaient que l'album ait un son plus « chaud ». Ils coproduisent l'album avec Tom Morris, disant que « c'était génial d'avoir quelqu'un d'autre dans le processus, en fait, ce qui est quelque chose que — encore une fois — nous n'avions pas fait ».
En octobre, ils annoncent Wash the Sins Not Only the Face, accompagné du single promotionnel Deathwaltz. Ils estiment qu'il s'agit d'une bonne transition entre leur premier album et le second. Plus tard, en décembre 2012, une vidéo d'accompagnement est publiée, réalisée par Sim Warren. L'album sort le 21 janvier 2013 en CD, en téléchargement numérique et en version LP de luxe, qui comprend les versions LP et CD de l'album ainsi qu'un bonus vinyle. Les paroles semblent être un album semi-concept car il est censé être un voyage et chaque chanson représente une partie de ce voyage. De nombreuses paroles sont inspirées par des livres et des poèmes tels que Despair de Vladimir Nabokov et The Road Not Taken de Robert Frost. L'album est acclamé par la critique, NME expliquant : « Avec Wash the Sins..., Esben sculpte d'imposantes tablettes de pierre qui prouvent qu'il n'y a pas lieu d'avoir peur de l'intellect. Aucune quantité d'éclaboussures ne peut effacer cela », lui attribuant un 7/10. En juillet, ils interprètent en direct la musique du film La Antena au East End Film Festival. Wash the Sins... s'avère être le dernier album du groupe avec Matador, annonçant leur départ en même temps que leur campagne PledgeMusic en février 2014.

### Pause en 2023
En décembre 2023, après plusieurs mois d'inactivité, le groupe annonce être en pause, à cause de l'éloignement géographique des membres du groupe.

## Dans la culture populaire
La musique du groupe a été utilisée dans diverses émissions télévisées à travers le monde, notamment Marching Song dans Beavis et Butt-Head, Ringer et dans un certain nombre de bandes-annonces d'émissions. Despair, When that Head Splits, Shimmering et Smashed to Pieces in the Still of the Night sont utilisés dans Waterloo Road pendant la saison 8 et Smashed to Pieces... dans la bande-annonce de la saison 7 de Skins.

## Style musical
Le style musical du groupe est décrit comme tel : « des paysages sonores électroniques dubstep » et « Radiohead sans les mièvres, le goth dépouillé du mélodrame inutile », avec la voix de Davies comparée à Siouxsie Sioux et PJ Harvey. The Quietus le qualifie de « pop gothique parfaite ». Le groupe lui-même décrit son style musical comme de la « pop cauchemardesque » autour de la sortie de 33, mais tente d'éviter toute classification de genre depuis lors. Avec A New Nature, Rachel Davies fait allusion à la volonté d'avoir une sensation moins électronique et de mettre davantage l'accent sur l'élément rock du groupe.

## Discographie

### Albums studio
- 2011 : Violet Cries
- 2013 : Wash the Sins Not Only the Face
- 2014 : A New Nature
- 2016 : Older Terrors
- 2018 : Nowhere
- 2023 : Hold Sacred